# 海地瓜
海地瓜（学名：Acaudina molpadioides）为尻参科海地瓜属的动物。分布于孟加拉湾、斯里兰卡、印度尼西亚、菲律宾、澳大利亚、日本以及中国大陆的山东到海南岛等地，多穴居在潮间带到水深80米的软泥底以及少数在泥沙、沙泥或沙底。该物种的模式产地在菲律宾。